# Tölcsérfülű denevérek
A tölcsérfülű denevérek (Natalidae), az emlősök (Mammalia) osztályába a denevérek (Chiroptera) rendjébe, a kis denevérek (Microchiroptera) alrendjébe tartozó  család. Egyetlen nem a Natalus fajai tartoznak ide.
Közép- és Dél-Amerika területén honosak.

## Rendszerezés
A családba az alábbi nem és fajok tartoznak
- Natalus (Gray, 1838) – 5 faj
  - Natalus lepidus
  - Natalus micropus
  - Mexikói tölcsérfülű denevér (Natalus stramineus)
  - Natalus tumidifrons
  - Natalus tumidirostris

## Külső hivatkozások
- Képek az interneten a tölcsérfülű denevérekről